# Aşk-ı Memnu
Aşk-ı Memnu (en español: Amor Prohibido) es una serie de televisión turca de 2008, producida por Ay Yapım y emitida por Kanal D. Es una adaptación moderna de la novela homónima del escritor turco Halid Ziya Uşaklıgil, publicada en 1899.

## Trama
La historia se centra en Bihter Yöreoğlu (Beren Saat), una joven hermosa que lleva una vida de lujos y comodidades. Odia a su madre, la codiciosa Firdevs/Fatma Yöreoğlu (Nebahat Çehre), culpándola por haberle causado la muerte a su querido padre. En sus visitas al cementerio, Bihter nota el interés del viudo millonario Adnan Ziyagil (Selçuk Yöntem) en ella.
Fatma intentará conquistar a Adnan para su beneficio, pero Bihter no desea que su madre se salga con la suya, así que acepta la propuesta de matrimonio que le hizo Adnan y así poder arruinar los planes de su madre. 
Cuando todo iba bien en la familia Ziyagil, el sobrino de Adnan a quien ama como a un hijo, Behlül (Kıvanç Tatlıtuğ), un joven atractivo e inmaduro, mujeriego y sin agallas, se enamora de Bihter, la esposa de su tío. Al darse cuenta de que no puede controlar sus sentimientos, Behlul le confiesa a Bihter que está enamorado de ella, y la besa a la fuerza, pero ella lo rechaza. A Bihter no le agrada él.
Tras la insistencia de Behlül, Bihter empieza a sentirse atraída hacia él, y termina por corresponderle al conocerlo más. Ambos se dan cuenta de que no pueden controlar sus sentimientos, y comienzan a vivir su amor prohibido, al tiempo que se desatan grandes consecuencias para el clan familiar dado que además, la hija de Adnan, Nihal (Hazal Kaya), está enamorada de su primo Behlül, pero éste solo la quiere como una hermana.
Behlül se ve atrapado en una encrucijada, no quiere traicionar a su propio tío, el hombre que lo llamó hijo, pero ama a Bihter apasionadamente. Ella también se siente culpable, y no quiere lastimarlo, así que planea divorciarse de él, pero las cosas no llegan a salir como lo planeó. Su madre, Fatma, la persuade para que termine su relación secreta con Behlül, e intenta manipularla cada vez que puede para salirse con la suya, ya que, por conveniencia, no quiere que ella se separe de su esposo. 
Bihter y Behlül planean escaparse pero finalmente no logran hacerlo. Esto la decepcionó, pues se dio cuenta de que él era un hombre muy cobarde. Cuando ambos terminan, y Bihter se decide por mantener su relación con Adnan, Behlül se siente devastado por haberla decepcionado. Intenta recuperarla pero ella le recuerda que él siempre ha dejado a medio camino a las mujeres que ha amado, y como Behlül la ama, Bihter le dice que está salvándose al deshacerse pronto de él. Sin embargo, ambos vuelven a acercarse, y sus sentimientos se hacen más fuertes, así que vuelven a retomar su relación secreta, amándose en cada oportunidad que se les presente a escondidas de Adnan, levantando sospechas en algunos integrantes de la familia. Firdevs hará todo lo posible para separar a los amantes. Intenta convencer a Bihter de que, aunque se divorcie de Adnan, él no aceptará la relación entre ella y Behlül. Con el transcurso del tiempo, se desencadenará una serie de sucesos que afectará a toda la familia.

## Reparto
- Kıvanç Tatlıtuğ como Behlül Haznedar.[3]
- Beren Saat como Bihter Yöreoğlu.[3]
- Selçuk Yöntem como Adnan Ziyagil.[3]
- Hazal Kaya como Nihal Ziyagil.[3]
- Nebahat Çehre como Firdevs "Fatma" Yöreoğlu.[3]
- Batuhan Karacakaya  Bülent Ziyagil.[3]
- Zerrin Tekindor como Deniz "Mademoiselle" de Courton.[3]
- Baran Akbulut como Beşir Elçi.[3]
- Nur Fettahoğlu como Peyker Yöreoğlu Önal.[3]
- İlker Kızmaz como Nihat Önal.[3]
- Recep Aktuğ como Hilmi Önal.[3]
- Zerrin Nişancı como Aynur Önal.[3]
- Gülsen Tuncer como Arsen Ziyagil.
- Eda Özerkan como Elif Bender.[3]
- Pelin Ermiş como Cemile.[3]
- Rana Cabbar como Süleyman.[3]
- Fatma Karanfil como Şayeste.[3]
- Evren Duyal como Nesrin.[3]
- Ufuk Kaplan como Katya.[3]
- Münir Akça como Melih Yöreoğlu.
- Burçin Oraloğlu como Çetin Özder.
- Gülizar Irmak como Sevil.
- Zerrin Arbaş como Hülya.
- Hayal Köseoğlu como Pelin/a.
- Alay Cihan como Capitán Rıza.
- Burcu Kutluk como Sedef Savaştürk.
- Uğur Tekin como Sait Özverdi.
- Inanç Ömer Benlioğlu como Kemal.
- Nihan Özcan como İnci Ziyagil.
- Dilara Öztunç como Selen.

## Temporadas
| Temporada | Temporada | Episodios | Rango de episodios | Emisión original        | Emisión original    |
| Temporada | Temporada | Episodios | Rango de episodios | Inicio                  | Final               |
| --------- | --------- | --------- | ------------------ | ----------------------- | ------------------- |
|           | 1         | 38        | 1 - 38             | 4 de septiembre de 2008 | 18 de junio de 2009 |
|           | 2         | 41        | 39 - 79            | 3 de septiembre de 2009 | 24 de junio de 2010 |

## Recepción
El parlamento en Ankara paralizó sus funciones para presenciar el final. El capítulo final alcanzó un 73,7% de share, siendo un récord en Turquía, y en sus dos años logró cuotas de pantalla por encima del 50%. En Pakistán fue vista por más de noventa millones de personas, convirtiéndose en la primera serie extranjera en alcanzar una sintonía de esa magnitud. Cuando fue retransmitida alcanzó cifras de audiencia similares.
En Chile, tras el éxito de sintonía de la serie Las mil y una noches en 2014 la mayoría de los canales de televisión chilenos han comprado producciones turcas para subir la cuota de pantalla en sus respectivas estaciones televisivas, entre ellas Amor prohibido en el mismo año. La serie finalizó en marzo de 2015 liderando en su horario.

## Adaptaciones
La serie sigue una adaptación de 1974 de la novela protagonizada por Salih Güney como Behlül, Müjde Ar como Bihter e Itır Esen como Nihal, y tiene lugar en el escenario original de finales del siglo XIX. La primera serie de televisión turca fue "Aşk-ı Memnu", producida en 1974. 

### Estados Unidos
En el año 2012, la cadena estadounidense Telemundo adquirió los derechos para hacer una adaptación. En enero de 2013 se estrenó con el nombre de Pasión prohibida, siendo protagonizada por la fallecida Mónica Spear y Jencarlos Canela.

### Rumania
El 15 de enero de 2018 se estrenó Fructul oprit (Fruta prohibida), adaptación emitida por la cadena rumana Antena 1.

## Premios y nominaciones
| Año  | Premios                   | Categoría                        | Nominado(a)                 | Resultado | Ref.          |
| ---- | ------------------------- | -------------------------------- | --------------------------- | --------- | ------------- |
| 2009 | Golden Butterfly Awards   | Mejor actriz                     | Beren Saat                  | Ganadora  | [ 11 ] [ 12 ] |
| 2009 | Golden Butterfly Awards   | Mejor actor                      | Kıvanç Tatlıtuğ             | Ganador   | [ 11 ]        |
| 2009 | Golden Butterfly Awards   | Mejor serie                      | Amor prohibido              | Ganadora  | [ 11 ]        |
| 2010 | Antalya Television Awards | Mejor serie de drama             | Amor prohibido              | Nominada  | [ 13 ]        |
| 2010 | Antalya Television Awards | Mejor actor de drama             | Kıvanç Tatlıtuğ             | Nominado  | [ 13 ]        |
| 2010 | Antalya Television Awards | Mejor actriz de drama            | Beren Saat                  | Nominada  | [ 13 ]        |
| 2010 | Antalya Television Awards | Mejor actriz de reparto de drama | Nebahat Çehre               | Nominada  | [ 13 ]        |
| 2010 | Antalya Television Awards | Mejor actor de reparto de drama  | Selçuk Yöntem               | Ganador   | [ 14 ]        |
| 2010 | Antalya Television Awards | Mejor guion adaptado             | Ece Yörenç y Melek Gençoğlu | Ganadoras | [ 14 ]        |
| 2010 | Antalya Television Awards | Mejor abertura                   | Amor prohibido              | Ganadora  | [ 15 ]        |
| 2010 | Golden Butterfly Awards   | Mejor actriz                     | Beren Saat                  | Ganadora  | [ 14 ]        |
| 2015 | Premio APES               | Mejor actriz internacional       | Beren Saat                  | Ganadora  | [ 16 ]        |